# Războiul din Nagorno-Karabah din 2020
Războiul din Nagorno-Karabah din 2020 sau Al doilea război din Karabahul de Munte a fost un conflict armat între Azerbaidjan, sprijinit de Turcia, și autoproclamata Republică Arțah, sprijinită de Armenia, în regiunea disputată Nagorno-Karabah și teritoriile înconjurătoare. A fost ultima escaladare a conflictului nerezolvat pentru această regiune, care este recunoscută la nivel internațional ca parte a Azerbaidjanului, dar parțial guvernată de Arțah, un stat separatist cu o majoritate etnică armeană.
Ciocnirile au început în dimineața zilei de 27 septembrie 2020 de-a lungul liniei de contact în Nagorno-Karabah, care a fost stabilită în urma primului război din Nagorno-Karabah (1988-1994). Drept răspuns, Armenia și Arțah au introdus legea marțială și mobilizarea totală, în timp ce Azerbaidjanul a introdus legea marțială și o mobilizare parțială. Turcia a oferit sprijin militar Azerbaidjanului, deși amploarea acestui sprijin a fost contestată. Se consideră că implicarea Turciei a fost o încercare de extindere a sferei sale de influență, atât prin întărirea poziției Azerbaidjanului în conflict, cât și prin marginalizarea influenței Rusiei asupra regiunii.
Luptele au început cu o ofensivă azeră, cu scopul principal de a recuceri zonele mai puțin muntoase din sudul Nagorno-Karabahului, care erau mai ușor de capturat decât interiorul bine fortificat al regiunii. Războiul s-a caracterizat prin folosirea dronelor, senzorilor, artileriei grele cu rază lungă de acțiune și a rachetelor, precum și de propaganda de stat și de utilizarea conturilor oficiale de social media în războiul informațional online. Numărul total de pierderi de ambele părți poate fi câteva mii. Numeroase țări și Organizația Națiunilor Unite au condamnat luptele și au solicitat ambelor părți să detensioneze situația și să reia fără întârziere negocierile. Trei încetări ale focului intermediate de Rusia, Franța și Statele Unite nu au reușit să oprească luptele.
După capturarea Șușei, a doua așezare după mărime din Nagorno-Karabah, a fost semnat un acord de încetare a focului între președintele Azerbaidjanului, Ilham Aliev, primul ministru al Armeniei, Nikol Pașinian, și președintele Rusiei, Vladimir Putin, punând capăt tuturor ostilităților în zonă de la 00:00, 10 noiembrie 2020. Președintele Arțahului, Arayik Harutyunyan, a fost de asemenea de acord să se înceteze ostilitățile. Conform acordului, părțile în luptă vor păstra controlul asupra zonelor deținute în prezent în Nagorno-Karabah, în timp ce Armenia a înapoiat teritoriile din jurul Arțahului pe care le-a ocupat în 1994. Azerbaidjanul a obținut, de asemenea, comunicații de transport către exclava sa din Nahicevan, care se învecinează cu Turcia și Iran. Aproximativ 2.000 de soldați ruși sunt desfășurați ca forțe de menținere a păcii de-a lungul coridorului Lacin dintre Armenia și Nagorno-Karabah pentru un mandat de cel puțin cinci ani. 

## Context
Conflictul provine din disputa cu privire la Nagorno-Karabah, o regiune cu populație majoritară armeană, un teritoriu recunoscut la nivel internațional ca fiind al Azerbaidjanului, care este deținut în prezent de autoproclamata Republică Arțah. Războiul din Nagorno-Karabah s-a încheiat cu o încetare a focului în 1994, Armenia controlând regiunea Nagorno-Karabakh, precum și districtele înconjurătoare Aghdam, Jabrail, Fuzuli, Kalbajar, Gubadli, Lachin și Zangilan din Azerbaidjan. Potrivit raportului de război din 2018 pregătit de Academia de Drept Internațional Umanitar și Drepturile Omului de la Geneva, „Armenia își exercită autoritatea asupra Nagorno-Karabakh echipând, finanțând sau instruind și oferind sprijin operațional autoproclamatei Republici Nagorno-Karabakh și forțelor sale , dar și în coordonarea și sprijinirea planificării generale a activităților lor militare și paramilitare”. De trei decenii, au avut loc multiple încălcări ale încetării focului, cea mai gravă fiind ciocnirile din Nagorno-Karabah din 2016 și ciocnirile din iulie 2020 la granița dintre Armenia și Azerbaidjan.
La 23 iulie 2020, Armenia a anunțat începerea unui exercițiu comun de apărare aeriană cu Rusia și o analiză a conflictelor din iulie 2020. O săptămână mai târziu, Azerbaidjanul a desfășurat o serie de exerciții militare care au durat în perioada 29 iulie - 10 august și apoi din nou la începutul lunii septembrie cu implicarea Turciei. La sfârșitul lunii septembrie, Armenia a participat la exerciții militare comune pe teritoriile sudice ale Federației Ruse, în Armenia, precum și în Abhazia și Osetia de Sud, ambele state auto-declarate independente în timp ce majoritatea comunității internaționale le consideră ca fiind teritoriile naționale ale Georgiei. În timpul celei de-a 75-a sesiuni a Adunării Generale a Națiunilor Unite, președintele turc Recep Tayyip Erdoğan a făcut o declarație susținând integritatea teritorială a Azerbaidjanului și Georgiei.
De asemenea, înainte de reluarea ostilităților, au apărut acuzații potrivit cărora membrii Armatei Naționale Siriene din Divizia Hamza au fost transferați în Azerbaidjan, în timp ce, potrivit unor surse turcești, mulți membri UAP și PMK din Irak și Siria au fost transferați în Nagorno-Karabakh în scopul pentru a instruiri a milițiilor armene împotriva Azerbaidjanului. În același timp, mutarea a mii de armeni libanezi în Karabah după explozia portului din Beirut a agravat și mai mult conflictul.

## Desfășurare
27 septembrie
Potrivit secretarului de presă al președintelui Republicii Arțah, Vahram Poghosyan, ostilitățile au început atunci când la ora 08:03 forțele armate azere au lansat atacuri de artilerie și aeriene împotriva așezărilor civile, inclusiv capitala Stepanakert. Autoritățile au îndemnat populația să caute acoperire în adăposturi antiaeriene.
Partea azeră a declarat că la aproximativ ora 06:00, ora locală, forțele armate armene au început bombardarea intensivă cu arme de calibru mare, mortiere și piese de artilerie de diferite calibre ale pozițiilor armatei azere de-a lungul întregii linii a frontului și a așezărilor azere din zona primei linii. Azerbaidjanul a declarat că partea armeană a atacat prima și că Azerbaidjanul a lansat o contraofensivă ca răspuns. Hikmet Hajiyev, consilier principal al președintelui Azerbaidjanului, Ilham Aliev, a acuzat forțele armene de lansarea unor atacuri „deliberate și vizate” de-a lungul liniei frontului.
Ministerul Apărării din Armenia a declarat că ofensiva azeră, care vizează și Stepanakert, a început la ora locală 08:10 (04:10 GMT). În ofensivă Azerbaidjan a folosit unități de artilerie, soldați, tancuri și rachete, aviație și AFP-uri. Autoproclamata Republică Arțah a introdus legea marțială și mobilizarea totală a populației sale masculine. În aceeași zi, președintele azer Ilham Aliev s-a adresat națiunii cu privire la ciocniri. După-amiaza, legea marțială a fost introdusă și în Azerbaidjan. Legea marțială în Azerbaidjan este în vigoare începând cu miezul nopții, 28 septembrie, în timp ce starea de urgență este deja instalată în Baku, marile orașe și unele regiuni de la 21:00 la 06:00, ora locală. În ciocniri, armata azeră a folosit tancuri, artilerie, sisteme de rachete și avioane în apropierea liniei frontului, intrând mai adânc în teritoriul ocupat de armeni. Civilii din Nagorno-Karabah au fost îndemnați să meargă în adăposturi. Potrivit lui Artsrun Hovhannisyan, dimineața forțele armate azere au atacat și în direcția Vardenis pe teritoriul propriu-zis al Armeniei. În după-amiaza zilei de 27 septembrie, Ministerul Apărării din Azerbaidjan a raportat recuperarea a șapte sate din Nagorno-Karabakh: Garahanbayli, Garvand, Horadiz, Yuxarı Əbdürrəhmanlı, Așağı Əbdürrəhmanlı, Boyuk Marjanli și Nuzgar. Ministerul Apărării din Arțah a respins aceste afirmații spunând că „Declarația emisă de Ministerul Apărării din Azerbaidjan conform căreia armata azeră ar fi ocupat 7 așezări nu corespunde realității” și „este informația provocatoare obișnuită produsă de către mașina de propagandă azeră.” La ora 16:29, ministerul a anunțat că Comandamentul Militar Azerbaidjan a propus comandamentului armean în această direcție să nu reziste și să se predea, pentru a „nu distruge complet garnizoana Forțelor Armate Armene din așezarea Aghdara și a nu crește numărul victimelor”, precizând, de asemenea, că ”tratamentul prizonierilor de război și al civililor va fi efectuat în conformitate cu cerințele Convenției de la Geneva și ale dreptului internațional umanitar” și că, dacă va fi întâmpinat de rezistență, fiecare persoană armată va fi neutralizată „de către forțele azere”. După-amiază, Ministerul Apărării din Azerbaidjan a raportat preluarea unui vârf de munte din lanțul Murovdag. Ministerul a raportat, de asemenea, că forțele azere au preluat ”controlul vizual, precum și controlul armelor de foc și al artileriei” asupra autostrăzii Vardenis – Martakert/Aghdara, care leagă Nagorno-Karabah și Armenia. Stepanyan a respins aceste afirmații. Apoi, Ministerul Apărării din Azerbaidjan a publicat un videoclip al unei drone azere care distruge un „depozit de arme și muniții aparținând Forțelor Armate Armene”.
Oficialii locali iranieni au raportat că, prin urmare a conflictului, un proiectil de artilerie a lovit satul Khalaf Beyglu din județul Hoda Afarin, fără „pagube financiare sau umane”.
28 septembrie
La aproximativ ora 01:00, Ministerul Apărării din Azerbaidjan au prezentat imagini care înfățișau trei vehicule militare armene care erau atacate pe linia de contact de către trupele azere. Ministerul a respins acuzațiile armene, inclusiv cele cu privire la victimele sale, și a formulat acuzații de propagandă armeană în fața succeselor militare ale azerilor. La aproximativ 6:45, Ministerul Apărării din Azerbaidjan a lansat imagini suplimentare, reprezentând distrugerea aparentă a unor materiale și vehicule armene. La aproximativ ora 08:00, Ministerul a declarat că forțele armene au tras asupra orașului Tartar dimineața devreme și a lansat un avertisment, în timp ce Ministerul Afacerilor Externe din Azerbaidjan a declarat că forțele armene au tras în mod intenționat în situri și poziții civile. Ministerul Apărării din Azerbaidjan a prezentat imagini care înfățișau distrugerea a două tancuri armene. Președintele Arțahului a declarat că în timpul ciocnirilor de dimineață, forțele armene au recâștigat controlul asupra unui număr de poziții pierdute anterior. Aproximativ la ora 10:00, Ministerul Apărării din Azerbaidjan a lansat imagini ale unei lupte și a susținut că forțele azere au câștigat terenuri avantajoase din punct de vedere strategic în jurul orașului Talıș, susținând totodată că forțele armene au suferit pierderi mari. Ministerul Apărării din Azerbaidjan a susținut că printre victimele armene se numărau mercenarii de origine armeană din Siria și dintr-o varietate de țări din Orientul Mijlociu.
La aproximativ 13:10, Ministerul Apărării din Azerbaidjan a arătat imagini care prezentau aparent două tancuri armene distruse de UAV-urile azeriene. Aproximativ la ora 14:00, presa armeană a declarat că un UAV azer a fost doborât lângă Vardenis. Președintele Republicii Arțah a declarat că forțele azere se confruntă cu atacuri pe toate fronturile venite din partea forțelor armene. În jurul orei 15:30, Ministerul Apărării din Azerbaidjan a declarat că armata armeană se confrunta cu probleme de aprovizionare. La scurt timp, ministrul din Azerbaidjan a declarat că forțele azere au tras asupra unităților de artilerie armene în direcția Aghdara, care vizau așezările controlate de azeri. Potrivit ministerului, unitățile armene au suferit pierderi din cauza focului de artilerie și au fost forțate să se retragă.
Aproximativ la ora 17:00, Ministerul Apărării din Azerbaidjan a lansat imagini care aparent prezintă vehicule militare armene distruse și a susținut că cele suplimentare au fost distruse de-a lungul frontului. La aproximativ 19:00, Ministerul Apărării din Azerbaidjan a declarat că forțele armene au tras asupra orașelor Yuxarı Ağcakənd și Qaramusalı din districtul Goranboy. La aproximativ 20:00, comandantul adjunct al armatei de apărare din Arțah, Arthur Sargsyan, a declarat că forțele armene au preluat unele poziții pierdute. Președintele Adunării Naționale a Republicii Arțah, Arthur Tovmasyan, a declarat că forțele armene au respins forțele azere și au avansat pe teritoriul azerilor. Ulterior, la aproximativ ora 21:00, șeful Facultății de Comandament și Personal din cadrul Universității Militare Vazgen Sargsyan din Ministerul Apărării al Republicii Armenia, Artsrun Hovhannisyan, a declarat că forțele azere au lansat o nouă operațiune ofensivă majoră în valea râului Aras și în direcția Madagiz – Talıș. Aproximativ o oră mai târziu, Poghosyan a susținut că un avion azer a fost doborât lângă Hodjavend; acest lucru a fost negat de Azerbaidjan. În plus, Ministerul Apărării din Azerbaidjan a negat acuzațiile că țara sa ar fi folosit avioane F-16 în timpul conflictului, afirmând că Forțele Aeriene din Azerbaidjan nu dețin F-16.
Presa iraniană a raportat că alte două rachete au aterizat lângă case din județul Khoda Afarin.
10 noiembrie
Un urma unui conflict sângeros, la a patra intervenție diplomatică a Moscovei, politicienii armeni și cei azeri au convenit să pună capăt de tot conflictului. Rușii și turcii, de asemenea, au fost de acord să-și trimită trupe de menținere a păcii în zonele disputate.  

## Victime
Susținătorul drepturilor omului din Arțah, Artak Beglaryan, a declarat că la 27 septembrie, o femeie și un copil au fost uciși de bombardamentele azere ale așezărilor civile din provincia Martuni din Nagorno-Karabah. Potrivit acestuia, școlile au fost bombardate, iar în multe așezări au existat pagube mari în cadrul infrastructurii civile. Potrivit lui Beglaryan, „Numai în Stepanakert există mai mult de 10 răniți, inclusiv copii și femei.” Ministerul Apărării din Azerbaidjan a respins aceste afirmații.
Procurorul General al Republicii Azerbaidjan, a declarat că în timpul ciocnirilor, ca urmare a tragerilor intense din instalațiile de artilerie grea armeană, 27 de persoane au fost spitalizate cu diverse răni, în timp ce ministrul azer de externe Jeyhun Bayramov a declarat că 6 civili au fost uciși la 28 septembrie Potrivit Serviciului de presă al Ministerului Afacerilor Externe, rezidenți din Qașaltı Qaraqoyunlu, Naftalan, Elbrus Gurbanov, în vârstă de 69 de ani, și patru membri ai familiei sale, Shafayat Gurbanova, în vârstă de 64 de ani, Fidan Gurbanova, în vârstă de 14 ani, Shahriyar Gurbanov, în vârstă de 13 ani, și Afag Amirova, în vârstă de 39 de ani, au fost uciși ca urmare a focului de artilerie de către forțele armate armene. La 28 septembrie, Procuratura Generală a Azerbaidjanului a raportat că unul dintre gloanțele trase de forțele armene a lovit casa lui Joshgun Anvar oglu Pashayev, în vârstă de 41 de ani, un civil din Evoğlu, și a dus la moartea sa. De asemenea, a raportat că Mehman Sovet oglu Aliev, în vârstă de 45 de ani, a fost ucis de metrala căzând în apropierea clădirii administrative a instanței districtului Tartar de pe bulevardul Heydar Aliev din Tartar. Șoferul unei ambulanțe care trecea prin zonă, Ganbar Asgar oglu Asadov, în vârstă de 52 de ani, și un ofițer de poliție militară în vehicul, Fakhraddin Farman oglu Huseynov, în vârstă de 26 de ani, precum și un alt rezident din Tartar, de 29 de ani bătrânul Tural Firdovsi oglu Ibrahimov, au fost și ei răniți. Potrivit declarației, Forțele Armate Armene vizau „zone dens populate - centre regionale și rurale, obiecte de infrastructură civilă - spitale, centre medicale, clădiri școlare, grădinițe”. Potrivit Procuraturii Generale a Azerbaidjanului, în aceeași zi, în jurul orei 19:00, Khalig Asif oglu Abbasov, în vârstă de 39 de ani, și fratele său, Elshan Asif oglu Abbasov, în vârstă de 36 de ani, au fost uciși de un proiectil de artilerie împușcat în curtea unei clădiri de apartamente pentru persoanele cu dizabilități și PDI în așezarea Shikharkh din districtul Tartar. De asemenea, Seymur Fuzuli oglu Mammadov, în vârstă de 36 de ani, și Faig Malik oglu Mahmudov, în vârstă de 31 de ani, au fost spitalizați cu diverse răni. Procuratura Generală a Republicii Azerbaidjan a raportat că în jurul orei 18:00, Hilal Ilgar oglu Haziyev, în vârstă de 14 ani, din Cocuq Mərcanlı a fost „internat cu răni de șrapnel în cap ca urmare a unui incendiu deschis de Forțele Armate Armene în timp ce păștea oi în sat.”

## Analiză
Într-un interviu acordat la 27 septembrie, expertul regional Thomas de Waal a declarat că este foarte puțin probabil ca ostilitățile să fie inițiate de partea armeană. „Practic, armenii au câștigat războiul din anii 1990, au tot teritoriul pe care și-l doresc”, a spus de Waal. „Dorința lor este să normalizeze statu quo-ul.” „Din diverse motive, Azerbaidjanul crede că acțiunea militară vor câștiga ceva”, a spus el.

## Declarații oficiale

### Beligeranții
Armenia
La 27 septembrie, prim-ministrul Armeniei Nikol Pașinian a acuzat autoritățile azere de o provocare la scară largă. Premierul a spus că „declarațiile agresive recente ale conducerii azere, exercițiile militare comune la scară largă cu Turcia, precum și respingerea propunerilor OSCE de monitorizare indică în mod clar că această agresiune a fost pre-planificată și constituie o provocare la scară largă împotriva păcii și securității în regiune”.
La 28 septembrie, Ministerul Afacerilor Externe al Republicii Armenia a emis o declarație, susținând că „poporul din Arțah este în război cu alianța turco-azeră”. Ambasadorul Armeniei în Rusia, Vardan Toganyan, nu a exclus că Armenia ar putea apela la Rusia pentru aprovizionarea cu noi arme.
Azerbaidjan

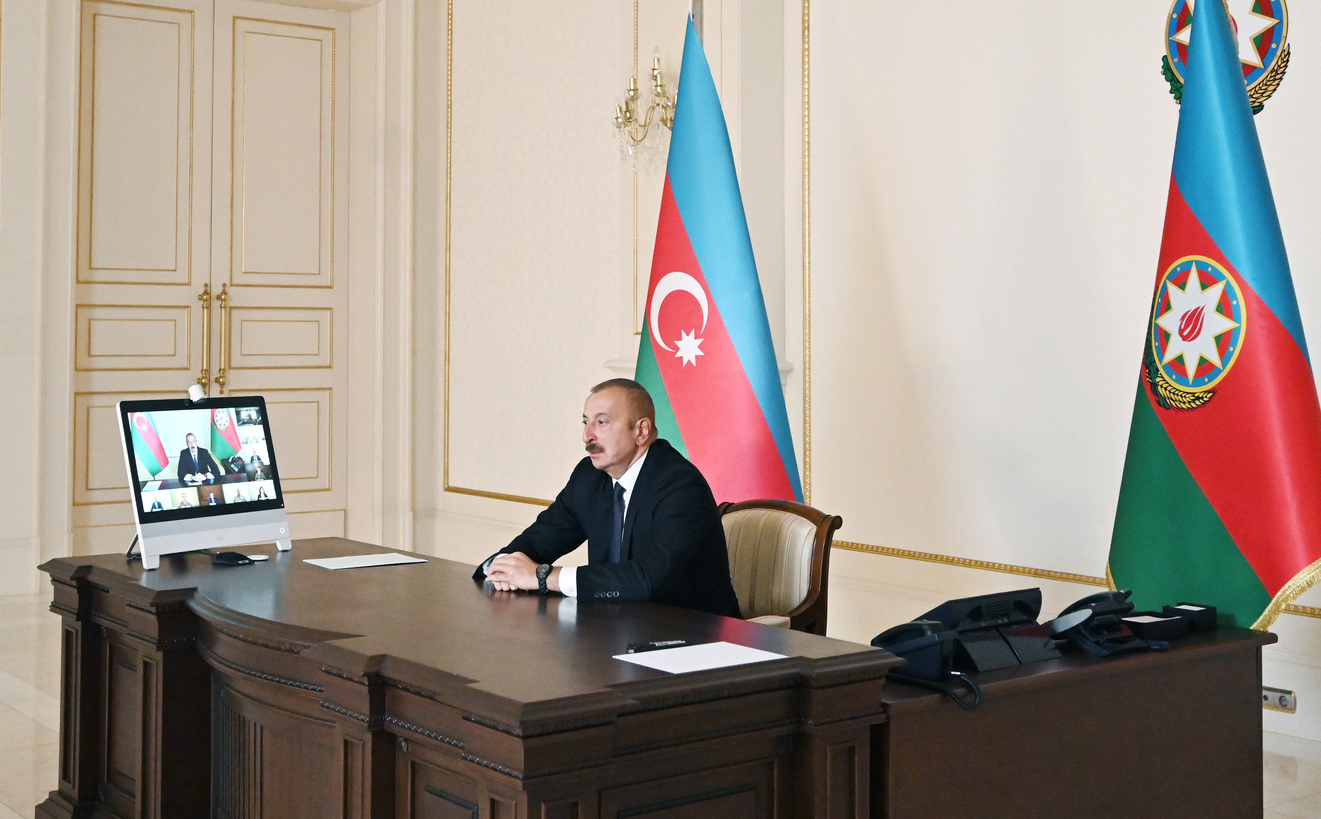
Întâlnire a președintelui azer Ilham Aliev cu Consiliul de Securitate al țării pe 27 septembrie.

Pe 26 septembrie, potrivit Ministerului Apărării din Azerbaidjan, cu o zi înainte de ofensivă, armata armeană a tras de la mitraliere de calibru mare și puști cu lunetă în direcții diferite de-a lungul liniei frontului, încălcând încetarea focului de 48 de ori. Azerbaidjanul a declarat că partea armeană a atacat mai întâi, iar forțele azere au lansat apoi o contraofensivă.
La 27 septembrie, Hikmet Hajiyav, consilier principal al președintelui Azerbaidjanului, Ilham Aliev, a acuzat forțele armene în conduita unui atac „deliberat” pe linia frontului, numindu-l o ”încălcare gravă a dreptului internațional umanitar”.
La 28 septembrie, Hajiyev a declarat că „politica urmată de Armenia până acum a dus la distrugerea procesului de negociere. Acest lucru este evaluat ca un alt act de agresiune împotriva Azerbaidjanului” A mai adăugat că a fost lansat un „război împotriva Azerbaidjanului. Oamenii din Azerbaidjan sunt mobilizați într-o perioadă atât de dificilă. Acesta este Marele Război Patriotic al poporului azer.” Hajiyev a declarat că „desfășurarea Forțelor Armate Armene în Nagorno-Karabakh este o amenințare pentru pacea regională”, și a acuzat Armenia că pregătește „informații foarte false și inutile”, adăugând că „poporul armean în sine nu are încredere în forțele armate care pregătesc atât de multe informații false. Forțele armate azere operează în conformitate cu principiile dreptului internațional”. Comitetul de Stat al Familiei, Femeilor și Copiilor a declarat că ”vizarea intenționată a femeilor și copiilor în rândul populației civile rănite și ucise este o agresiune militară, demonstrează încă o dată vandalismul armean față de comunitatea mondială.” Mai mult, ministrul azer al afacerilor externe a respins orice pretenție de ”interferență turcească”, spunând că ”Dacă vorbim despre cooperarea tehnico-militară între Turcia și Azerbaidjan, apoi Azerbaidjanul are cooperare tehnico-militară cu mai multe țări și cu atât mai mult cu Rusia.”

### Implicarea Turciei și a Armatei Naționale Siriene
La două zile de la conflictul armat, mai mulți rebeli sirieni pro-turci și surse ale Observatorului Sirian pentru Drepturile Omului au spus că o companie privată de securitate turcă a început să înscrie voluntari sirieni pentru a lupta în Arțah. Azerbaidjan a negat aceste acuzații. Președintele Turciei, Recep Tayyip Erdoğan, a numit de asemenea Armenia „cea mai mare amenințare la adresa păcii din regiune” și a promis să sprijine Azerbaidjanul. Potrivit unui raport din The Times, implicarea turcească în trimiterea a 200 de mercenari sirieni pentru a sprijini forțele azere a fost cel puțin parțial confirmată.
OSDO a confirmat existența unui total de 850 de rebeli sirieni în Azerbaidjan, în principal de origine sirian-turcomană din Divizia Sultanului Murad, și a confirmat până acum moartea a 3 sirieni. OSDO a menționat că grupurile rebele siriene cu majoritate arabă au refuzat să-și trimită luptătorii în Azerbaidjan.

### Presupusa implicare a mercenarilor armeni și a UAP
Înainte de conflict, surse turcești au susținut că mulți membri ai UAP și PMK din Irak și Siria au fost transferați în Nagorno-Karabah pentru a instrui miliții armene împotriva Azerbaidjanului, în timp ce la 30 septembrie, surse turcești au susținut că aproximativ 300 de militanți PKK au fost transferați către Nagorno-Karabah prin Iran. La 28 septembrie, Ministerul Apărării din Azerbaidjan a susținut că printre victimele armene se aflau mercenari de origine armeană din Siria și dintr-o varietate de țări din Orientul Mijlociu. La 30 septembrie, Hikmat Hajiyev a declarat că „comunitatea internațională ar trebui să răspundă în mod adecvat la utilizarea forțelor teroriste de către Armenia”.
Cu toate acestea, potrivit unui comentator de la Washington Post, „există motive să ne îndoim” de aceste afirmații, întrucât Turcia a făcut declarații discutabile cu privire la activitățile PMK și UAP în trecut. Jerusalem Post a scris că sugestiile de la Daily Sabah privind implicarea PMK/UAP în Karabah erau „menite să creeze justificarea Turciei de a pretinde că 'securitatea' sa este amenințată de 'PMK' și că poate invada. Turcia a folosit această scuză pentru a bombarda și invadeaza nordul Irakului și Siriei, susținând întotdeauna că există 'teroriști' pe care îi 'neutralizează'”.

### Presupusă implicare a Rusiei și a Iranului
În timpul conflictului, mass-media azeră și iraniană au raportat că armamentul rus și echipamentele militare au fost transportate în Armenia prin Iran. La 29 septembrie, ministerul iranian de externe a respins aceste afirmații. A doua zi, mass-media afiliată guvernului azer a împărtășit imagini video care arătau că echipamentele militare erau transportate în Armenia prin Iran. Deputatul azer Sabir Rustamhanli a declarat că Iranul se ocupa cu transportul de arme din diferite țări în Armenia. Ulterior, în parlamentul azer, Rustamhanli a sugerat deschiderea unei ambasade azere în Israel. Șeful statului major al președintelui Iranului, Mahmoud Vaezi, într-un apel telefonic cu viceprim-ministrul Azerbaidjanului, Shahin Mustafayev a respins afirmațiile și a declarat că acestea aveau drept scop perturbarea relațiilor dintre cele două țări. În plus, mass-media afiliată statului iranian a declarat că camioanele descrise în filmări constau în transporturi de camioane Kamaz pe care guvernul armean le achiziționase anterior din Rusia.

## Reacțiile interne ale Armeniei și ale Azerbaidjanului

### Armenia

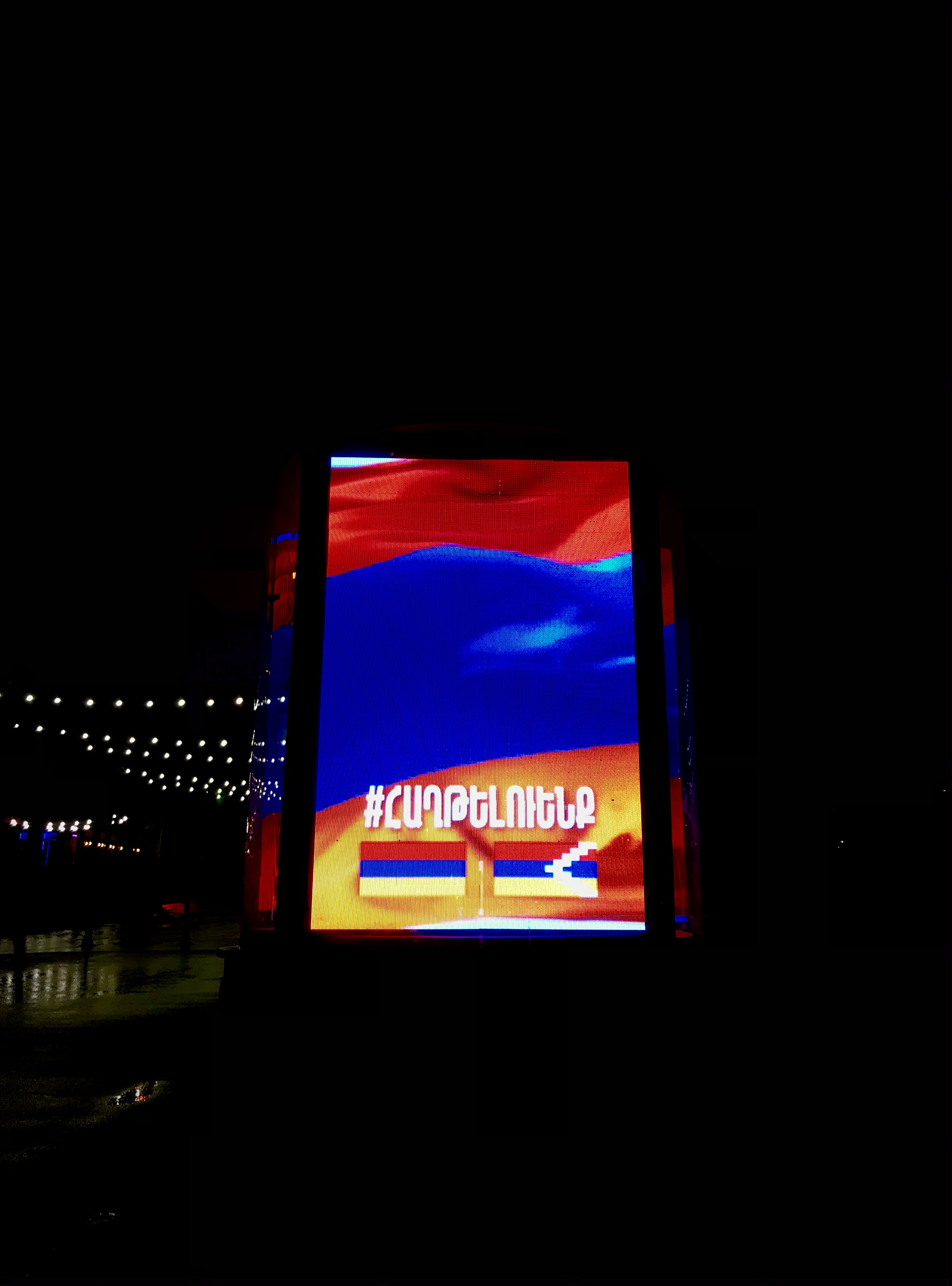
Sloganul "#Հաղթելուենք" ("Vom câștiga") în centrul Erevanului pentru suportul cauzei Arțahului, 2 octombrie 2020

La 28 septembrie, Armenia a interzis părăsirea țării tuturor bărbaților cu vârsta peste 18 ani care erau incluși în rezerva de mobilizare.
La 29 septembrie, Armenia a amânat procesul fostului președinte Robert Kocharyan și a altor foști oficiali acuzați în dosarul de neliniște postelectorală din 2008. Motivul dat a fost acela că unul dintre inculpați, fostul ministru al apărării al Armeniei, Seyran Ohanyan, a plecat în Arțah în timpul atacului azer.
De la 1 octombrie, aplicația chineză TikTok a fost inaccesibilă în Armenia. În aceeași zi, Serviciul Național Armean de Securitate (SNAS) a declarat că a arestat și acuzat de trădare un fost oficial militar armean de înalt rang, suspectat de spionaj pentru agențiile de informații azeriene. Ulterior, la 4 octombrie, SNAS a declarat că arestase mai mulți cetățeni străini, suspectați de spionaj.
Protestând împotriva vânzărilor de arme israeliene către Azerbaidjan, Armenia și-a retras ambasadorul în Israel. 

#### Azerbaidjan
La 27 septembrie, autoritățile azere au restricționat accesul la Internet în întreaga țară la scurt timp după ce au început ciocnirile, a anunțat Ministerul Transporturilor, Conexiunilor și Tehnologiilor de Înalt Nivel din Azerbaidjan. Potrivit unei declarații a ministerului, un astfel de pas a fost făcut „pentru a preveni provocările la scară largă de către Armenia”. Comitetul de Stat pentru Munca între Diaspora și Azerbaidjan i-a rugat, de asemenea, pe azerii care locuiesc în străinătate să nu folosească informații neoficiale, nespecificate și părtinitoare pe rețelele sociale sau mass-media. În legătură cu situația militară, Adunarea Națională a Azerbaidjanului a declarat starea de urgență în Baku, Ganja, Ghioighiol, Yevlah și mai multe districte începând cu ora 00:00 din 28 septembrie. De asemenea, serviciul de presă al Liniilor Aeriene Azere a anunțat că toate aeroporturile din Azerbaidjan vor fi închise pentru zboruri regulate pentru pasageri până la 30 septembrie. Apoi, Parchetele Militare din Fizuli, Tartar, Karabah și Ganja au început dosare penale și de anchetă, încălcând articolele 100.1 (planificarea, pregătirea sau inițierea unui război agresiv), 116.0.7 (atacarea zonelor neprotejate, așezărilor și zonelor demilitarizate), 116.0.8 (atac asupra unor facilități religioase, educaționale, științifice, caritabile, non-militare, vizibile și distinse, locuri medicale, locuri unde bolnavii și răniții sunt plasați fără necesitate militară) și 120.2.12 (crimă de ură religioasă sau ostilitate) din Codul penal al Azerbaidjanului, pe baza materialelor colectate în legătură cu evenimentele în desfășurare.”

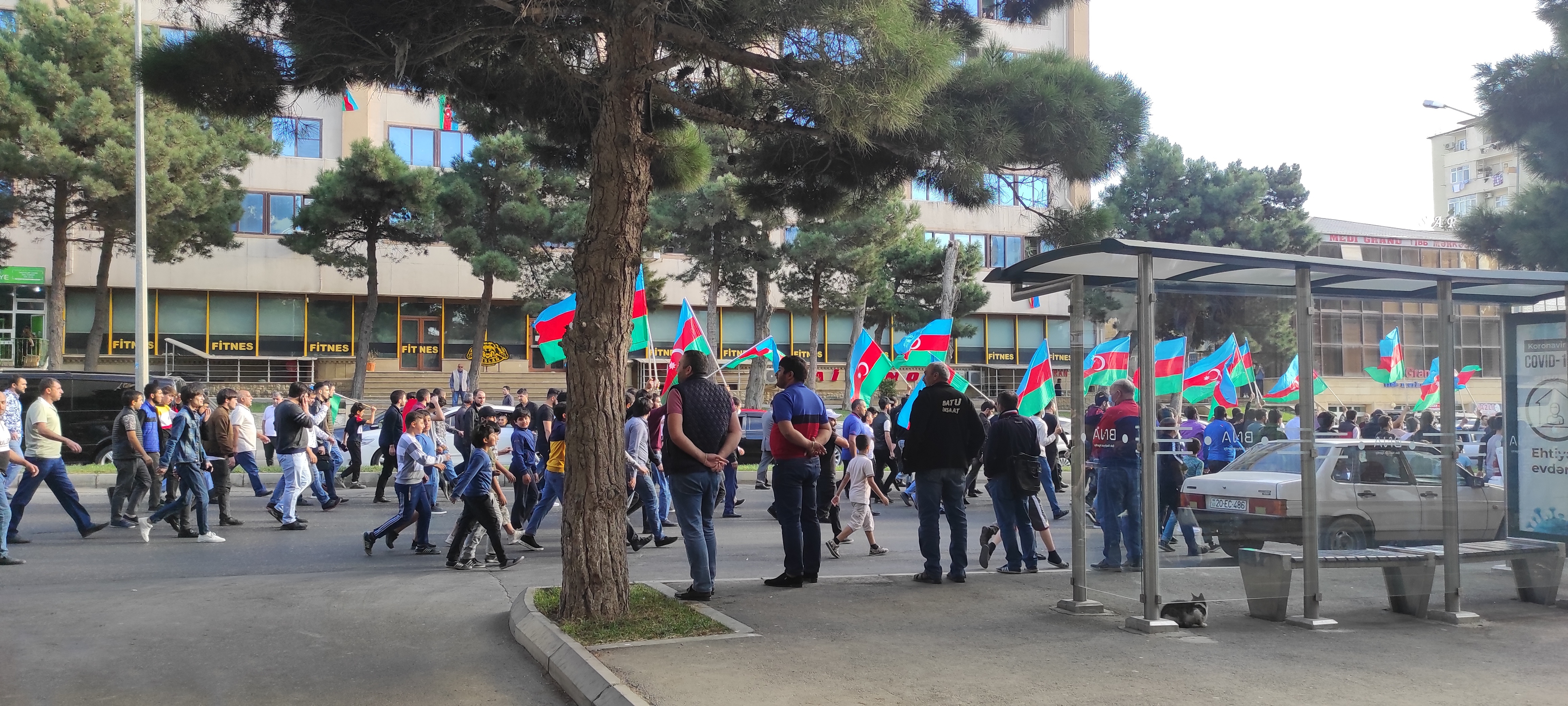
Azeri mărșăluind în Baku cu Drapelul Azerbaidjanului
în mâini, suportându-și țara, 1 octombrie 2020

La 28 septembrie, președintele Republicii Azerbaidjan Ilham Aliev a emis un decret privind mobilizarea parțială în Azerbaidjan și i-a dat Serviciului de Stat pentru Mobilizare și Recrutare din Azerbaidjan sarcina de a asigura recrutarea oficialilor militari și punerea în aplicare a măsurilor care apar în obligațiile de transport militar în conformitate cu planurile aprobate, și Cabinetului de Miniștri cea de-a rezolva problemele care răsar din acest ordin.

## Reacții internaționale

### Organizații supranaționale
- Uniunea Europeană - Președintele Consiliului European, Charles Michel, a solicitat o „revenire imediată la negocieri, fără condiții prealabile”.[43]
- ONU - Secretarul General al Organizației Națiunilor Unite, António Guterres, a cerut „oprirea imediată a luptelor, reducerea tensiunilor și revenirea la negocieri semnificative fără întârziere”.[130] Consiliul de Securitate al ONU a condamnat ulterior conflictul.[20]
- OSCE - Organizația pentru Securitate și Cooperare în Europa a îndemnat ambele părți să oprească acțiunile militare și să revină la negocieri.[131]
- Consiliul Turcic - Secretarul general al Consiliului Turcic Bagdad Amreyev își exprimă profunda îngrijorare cu privire la confruntarea militară din teritoriile ocupate ale Republicii Azerbaidjan. Consiliul turc a cerut integritatea teritorială și inviolabilitatea frontierelor recunoscute la nivel internațional ale Azerbaidjanului și a cerut retragerea imediată, necondiționată și completă a forțelor armate din Armenia de pe toate teritoriile ocupate din Azerbaidjan.[132]
- Secretarul general al Organizației Statelor Americane, Luis Almagro, a cerut Azerbaidjanului să înceteze ostilitățile.[133]

### State membre ONU
Guvernele Pakistanului, Turciei, și a parțialei recunoscute republice a Ciprului de Nord și-au exprimat suportul pentru Azerbaidjan, învinovățind-o pe Armenia pentru întreruperea păcii. Membrul bosniac al Președinției Bosniei și Herțegovinei Šefik Džaferović și liderul Partidului pentru Acțiunea Democrată, Bakir Izetbegović, și-au exprimat sprijinul pentru Azerbaidjan, condamnând Armenia și comparând situația cu Războiul Bosniac din 1992-1995.
Cipru a condamnat „încălcarea încetării focului de către Azerbaidjan” și orice acțiuni de escalare înfăptuite de „părțile implicate, or orice intervenție din partea altor tabere”, cerând întoarcerea la negocierile pașnice.
Reprezentanții a numeroase țări, printre care Arabia Saudită, Albania, Argentina, Canada, Chile, China, Franța, Georgia, Germania, Grecia, Iran, Moldova, Polonia, Regatul Unit, România, Rusia, Turcia, Statele Unite, Uruguay și Vaticanul, au cerut pace între cele două țări.

### Figuri politice
- Candidatul la președinția Statelor Unite, Joe Biden, a cerut Turciei „să rămână în afara conflictului”.[158]
- Sali Berisha, fost președinte al Albaniei, a cerut comunității internaționale să privească conflictul cu o seriozitate mai mare.[159]
- Președintele francez Emmanuel Macron și-a exprimat îngrijorarea cu privire la declarațiile „periculoase” ale Turciei cu privire la conflict, afirmând în continuare că este „extrem de îngrijorat de mesajele războinice”.[160] El și președintele rus Vladimir Putin au discutat problema mai târziu în aceeași zi.
- Serviciul de presă al Kremlinului a emis o declarație prin care solicita încetarea imediată și deplină a focului, decalarea tensiunilor și limitarea lor maximă.[161]